# Camino de las Damas
El Camino de las Damas (en francés Chemin des Dames) .

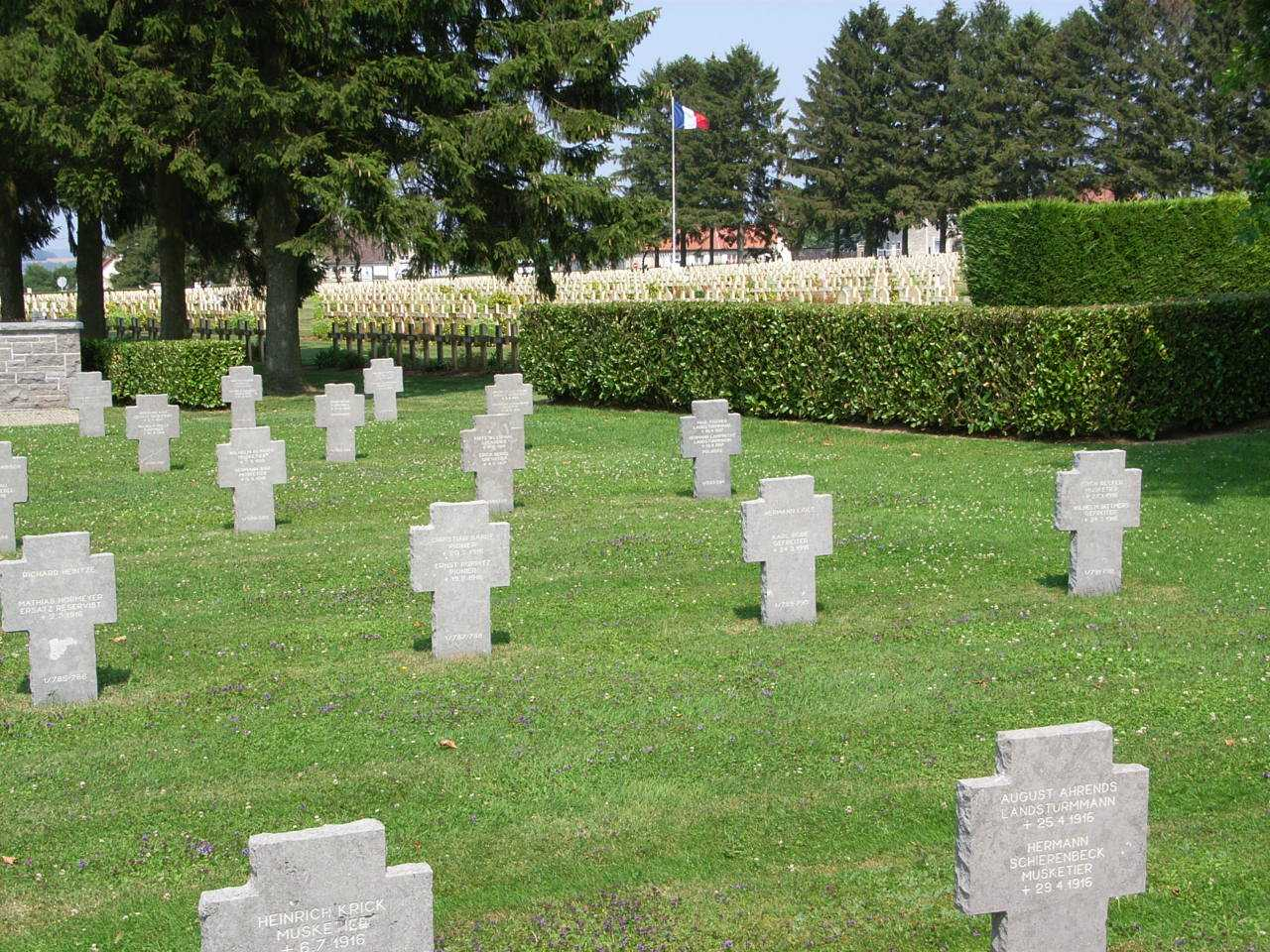
Sector alemán en el cementerio militar.

## Historia
El sector fue bautizado como Camino de las Damas a finales del siglo XVII. Era, entonces, un camino rural poco transitable utilizado entre 1776 y 1789 por Adelaida y Victoria, hijas de Luis XV, llamadas Damas de Francia que, viniendo de la corte, acudían con frecuencia al castillo de la Bôve, cercano a Bouconville. El castillo pertenecía a Françoise de Chales, condesa y dama de compañía de Adelaida. Para facilitar el viaje, el conde hizo empedrar el camino al que se le dio el novelesco nombre de "Camino de las Damas".
Pero este lugar se convirtió, más tarde, en un nombre de siniestra memoria. En 1814 Napoleón venció a los prusianos y a los rusos en la batalla de Craonne a costa de 5.400 muertos, jóvenes reclutas a los que se llamaba los María Luisa.
Después se libraron los terribles combates de la Primera Guerra Mundial (1914-1918), con centenares de miles de muertos,  sobre todo en la primavera de 1917, durante la ofensiva de Nivelle; se contabilizaron en el Camino de las Damas: 270.000 muertos del bando francés, 163.000 del alemán. Como consecuencia de esta enorme mortandad se produjeron los motines de 1917, como los de Craonne, en el ejército francés.